# William Van Horn
Ne doit pas être confondu avec William Van Horne.
William Van Horn (né le 15 février 1939) est un dessinateur américain de bandes dessinées Disney depuis 1988, spécialisé dans les aventures de Donald Duck et de son univers.
Parmi ses histoires, certaines sont basées sur les personnages de la série animée La Bande à Picsou, mettant ainsi en scène notamment Flagada Jones.

## Biographie
Né le 15 février 1939 à Oakland, William Van Horn a fait ses études en Californie dans une école d'art. Par la suite, il travailla pendant une douzaine d'années dans l'animation. En 1977, il quitte l'animation pour écrire des livres pour enfants.
En 1985, il va créer sa première bande dessinée du nom de Nervous Rex parlant des aventures d'un petit dinosaure. La série a été publiée par Blackthorne Publishing entre 1985 et 1987. Il a créé par la suite une parodie de super-héros du nom de Possibleman et une série du nom de Tracker. Entre 1988 et 1990, il réalise les bandes dessinées Ambrose et Angst publiées chez Fantagraphics Critters.
C'est en 1987 qu'il commence a travailler pour Disney et précisément pour l'éditeur Gladstone. Il va écrire différents scénarios et illustrations sur Donald Duck. En 1991, il quitte Gladstone pour travailler pour l'éditeur danois Egmont.
Il a créé différents personnages de l'univers de Donald Duck dont une puce du nom de Itzy Bitzy, de Léon Sanzun (Rumpus McFowl en VO), demi-frère de Balthazar Picsou et le professeur Ludwig Finewine (Woimly Filcher en VO), un ennemi de Donald. Il va également créer différentes histoires dérivées de la série La Bande à Picsou de 1987.
Son fils, Noel Van Horn, est aussi scénariste et dessinateur de bandes dessinées Disney, spécialisé quant à lui dans l'univers de Mickey Mouse.